# Kwas galusowy
Kwas galusowy, kwas 3,4,5-trihydroksybenzoesowy – organiczny związek chemiczny z grupy kwasów fenolowych, trihydroksylowa pochodna kwasu benzoesowego. Bezbarwne, rozpuszczalne w wodzie kryształy. Kompleksuje jony żelaza(III) (Fe3+
), dając związki o intensywnie ciemnym zabarwieniu.

## Występowanie
Kwas galusowy występuje w wielu roślinach zarówno w stanie wolnym, jak również w postaci galotaniny. Kwas ten zawiera na przykład ziele żurawki, jak również liść i kora oczaru. W roślinach z rodzaju brezylka (Caesalpinia) oraz w galasach występuje w postaci kwasu galusowo-taninowego. Kwas galusowy jest składnikiem liści herbaty. Można go wykryć w herbacie za pomocą roztworu chlorku żelaza(III) (reakcja charakterystyczna dla fenoli – roztwór przyjmuje charakterystyczne granatowo-fioletowe zabarwienie).

## Otrzymywanie
Kwas galusowy jest otrzymywany z galasów przez ekstrakcję. Jest wykorzystywany m.in. do wyrobu barwników i atramentów. Znane są „atramenty galusowe” zawierające oprócz niebieskiego barwnika (dla uwidocznienia pisma) także prawie bezbarwny galusan żelaza(II). W wyniku utlenienia tlenem z powietrza przechodzi on w czarny związek żelaza(III), uwidaczniając w ten sposób wcześniej naniesiony tekst. Dermatol (zasadowy galusan bizmutu) stosowany jest w medycynie i kosmetyce jako środek ściągający i wysuszający wydzieliny. Estry kwasu galusowego są stosowane w przemyśle jako przeciwutleniacze przeciwdziałające jełczeniu tłuszczów jadalnych.

## Właściwości biologiczne
Wykazuje zdolność blokowania związków rakotwórczych powstających w cyklu przemian metabolicznych niektórych kancerogenów oraz wykazuje właściwości ściągające, antyseptyczne i przeciwpotne.

## Zastosowanie
Kwas galusowy czasami wykorzystuje się w pirotechnice, ponieważ zmieszany z silnymi utleniaczami np. chloranami (głównie potasu i sodu) tworzy mieszaninę zdolną przy odpowiednich warunkach do gwałtownego palenia.
Od wieku XVII do początku XIX wykorzystywany był do odczytywania palimpsestów. W XIX wieku zastąpił go w tym żelazicyjanek potasu.